# Espace de Teichmüller
En mathématiques, l'espace de Teichmüller {\displaystyle T(S)} d'une surface (réelle) topologique (ou différentielle) {\displaystyle S}, est un espace qui paramètre les structures complexes sur {\displaystyle S} à l'action des homéomorphismes isotopes à l'identité près. Les espaces de Teichmüller portent le nom d'Oswald Teichmüller.
Chaque point d'un espace de Teichmüller {\displaystyle T(S)} peut être considérée comme une classe d'isomorphismes de surfaces de Riemann marquées, où un marquage est une classe d'isotopie d'homéomorphismes de {\displaystyle S} sur lui-même. Il peut être vu comme un espace de modules pour une structure hyperbolique marquée sur la surface, ce qui lui confère une topologie naturelle pour laquelle il est homéomorphe à une boule de dimension {\displaystyle 6g-6} pour une surface de genre {\displaystyle g\geq 2} . De cette manière, l'espace de Teichmüller peut être considéré comme l'orbifold de revêtement universel de l'espace des modules de Riemann (en).
L'espace de Teichmüller a une structure de variété complexe canonique et plusieurs métriques naturelles. L'étude des caractéristiques géométriques de ces diverses structures est un champ de recherche actif.

## Histoire
Les espaces de modules des surfaces de Riemann et des groupes fuchsiens (en) apparentés ont été étudiés depuis les travaux de Bernhard Riemann (1826-1866), qui savait que {\displaystyle 6g-6} paramètres étaient nécessaires pour décrire les variations de structures complexes sur une surface de genre {\displaystyle g\geq 2} . Les premières études de l'espace de Teichmüller, à la fin du xixe siècle et au début du XXe siècle, étaient géométriques et fondées sur l'interprétation des surfaces de Riemann comme des surfaces hyperboliques. Parmi les principaux contributeurs figuraient Felix Klein, Henri Poincaré, Paul Koebe, Jakob Nielsen, Robert Fricke et Werner Fenchel.
La principale contribution de Teichmüller à l'étude des modules a été l'introduction d'applications quasi conforme au sujet. Elles permettent de donner beaucoup plus de profondeur à l'étude des espaces de modules en étendant leurs propriétés intrinsèques. Après la Seconde Guerre mondiale, le sujet a été développé davantage dans cette veine analytique, en particulier par Lars Ahlfors et Lipman Bers.
La branche d'étude géométrique de l'espace de Teichmüller a été relancée à la suite des travaux de William Thurston à la fin des années 1970, qui a introduit une compactification géométrique qu'il a utilisée dans son étude de la difféotopie d'une surface. D'autres objets plus combinatoires associés à ce groupe (en particulier la courbe complexe) ont également été liés à l'espace de Teichmüller, et c'est un sujet de recherche très actif en théorie géométrique des groupes.

## Définitions

### Espace de Teichmüller à partir de structures complexes
Soit {\displaystyle S} une surface lisse orientable (une variété différentielle de dimension 2). Informellement l'espace Teichmüller {\displaystyle T(S)} de {\displaystyle S} est l'espace des structures surfaces de Riemann sur {\displaystyle S} à l'isotopie près.
Formellement, on dit que deux variétés complexes {\displaystyle X,Y} sur {\displaystyle S} sont équivalentes s'il existe un difféomorphisme {\displaystyle f\in \operatorname {Diff} (S)} tel que:
- f est holomorphe de X dans Y;
- f est isotope à l'identité de {\displaystyle S} (il y a un chemin continue {\displaystyle \gamma :[0,1]\to \operatorname {Diff} (S)} tel que {\displaystyle \gamma (0)=f,\gamma (1)=\mathrm {Id} } .

On définit alors {\displaystyle T(S)} comme l'espace des classes d'équivalence des structures complexes sur {\displaystyle S} pour cette relation.
Une autre définition équivalente est la suivante : {\displaystyle T(S)} est l'espace des paires {\displaystyle (X,g)} où {\displaystyle X} est une surface de Riemann et {\displaystyle g:S\to X} un difféomorphisme, et deux paires {\displaystyle (X,g),(Y,h)} sont considérés comme équivalentes si {\displaystyle h\circ g^{-1}:X\to Y} est isotope à un difféomorphisme holomorphe. Un tel couple est appelé surface de Riemann marquée ; le marquage étant le difféomeorphisme ; une autre définition de marquages est par systèmes de courbes.
Il existe deux exemples simples qui sont immédiatement calculés à partir du théorème d'uniformisation : il existe une structure complexe unique sur la sphère {\displaystyle \mathbb {S} ^{2}} (voir sphère de Riemann) et il y en a deux sur {\displaystyle \mathbb {R} ^{2}} (le plan complexe et le disque unité) et dans chaque cas le groupe des difféomorphismes positifs est contractile. Ainsi l'espace de Teichmüller de {\displaystyle \mathbb {S} ^{2}} est un point unique et celui de {\displaystyle \mathbb {R} ^{2}} contient exactement deux points.
Un autre exemple est l'anneau ouvert, pour lequel l'espace de Teichmüller est l'intervalle {\displaystyle [0,1[} (la structure complexe associée à {\displaystyle \lambda } est la surface de Riemann {\displaystyle \{z\in \mathbb {C} :\lambda <|z|<\lambda ^{-1}\}}).

### L'espace de Teichmüller du tore
L'exemple suivant est le tore {\displaystyle \mathbb {T} ^{2}=\mathbb {R} ^{2}/\mathbb {Z} ^{2}.} Dans ce cas, toute structure complexe peut être réalisée par une surface de Riemann de la forme {\displaystyle \mathbb {C} /(\mathbb {Z} +\tau \mathbb {Z} )} (une courbe elliptique complexe) pour un nombre complexe {\displaystyle \tau \in \mathbb {H} } où
{\displaystyle \mathbb {H} =\{z\in \mathbb {C} :\operatorname {Im} (z)>0\},}
est le demi-plan supérieur complexe. Alors on a une bijection :
{\displaystyle \mathbb {H} \longrightarrow T(\mathbb {T} ^{2})}
{\displaystyle \tau \longmapsto (\mathbb {C} /(\mathbb {Z} +\tau \mathbb {Z} ),(x,y)\mapsto x+\tau y)}
et donc l'espace de Teichmüller de {\displaystyle \mathbb {T} ^{2}} est égal à {\displaystyle \mathbb {H} .}
Si nous identifions {\displaystyle \mathbb {C} } avec le plan euclidien, chaque point de l'espace de Teichmüller peut également être considéré comme une variété plate marquée sur {\displaystyle \mathbb {T} ^{2}.} Ainsi l'espace de Teichmüller est en bijection avec l'ensemble des paires {\displaystyle (M,f)} où {\displaystyle M} est une surface plate et {\displaystyle f:\mathbb {T} ^{2}\to M} est un difféomorphisme à isotopie près sur {\displaystyle f} .

### Surfaces de type fini
Ce sont les surfaces pour lesquelles l'espace de Teichmüller est le plus souvent étudié, qui incluent les surfaces fermées. Une surface est de type fini si elle est difféomorphe à une surface compacte moins un ensemble fini. Si {\displaystyle S} est une surface fermée de genre {\displaystyle g} puis la surface obtenue en enlevant {\displaystyle k} points de {\displaystyle S} est généralement noté {\displaystyle S_{g,k}} et son espace Teichmüller  {\displaystyle T_{g,k}.}

### Espaces de Teichmüller et métriques hyperboliques
Toute surface orientable de type fini autre que celles ci-dessus admet une métrique riemannienne complète de courbure constante {\displaystyle -1} . Pour une surface donnée de type fini, il existe une bijection entre de telles métriques et des structures complexes comme il résulte du théorème d'uniformisation. Ainsi si {\displaystyle 2g-2+k>0} l'espace Teichmüller {\displaystyle T_{g,k}} peut être réalisé comme l'ensemble des surfaces hyperboliques marquées de genre {\displaystyle g} avec {\displaystyle k} cuspides, c'est l'ensemble des paires {\displaystyle (M,f)} où {\displaystyle M} est une surface hyperbolique et {\displaystyle f:S\to M} est un difféomorphisme, modulo la relation d'équivalence où {\displaystyle (M,f)} et {\displaystyle (N,g)} sont identifiés si {\displaystyle f\circ g^{-1}} est isotope à une isométrie.

### La topologie sur l'espace de Teichmüller
Dans tous les cas calculés ci-dessus, il existe une topologie évidente sur l'espace de Teichmüller. Dans le cas général, il existe de nombreuses façons naturelles de munir {\displaystyle T(S)} d'une topologie. Une façon simple est via des métriques hyperboliques et des fonctions de longueur.
Si {\displaystyle \alpha } est une courbe fermée sur {\displaystyle S} et {\displaystyle x=(M,f)} une surface hyperbolique marquée alors {\displaystyle f_{*}\alpha } est homotope à une unique géodésique fermée {\displaystyle \alpha _{x}} au {\displaystyle M} (à paramétrage près). La valeur à {\displaystyle x} de la fonction de longueur associée à (la classe d'homotopie de) {\displaystyle \alpha } est alors:
{\displaystyle \ell _{\alpha }(x)=\operatorname {Longueur} (\alpha _{x}).}
Soit {\displaystyle {\mathcal {S}}} l'ensemble des courbes simples fermées sur {\displaystyle S}. Alors l'application
{\displaystyle T(S)\to \mathbb {R} ^{\mathcal {S}}}
{\displaystyle x\mapsto \left(\ell _{\alpha }(x)\right)_{\alpha \in {\mathcal {S}}}}
est un plongement. L'espace {\displaystyle \mathbb {R} ^{\mathcal {S}}} a la topologie du produit et {\displaystyle T(S)} est doté de la topologie induite. Avec cette topologie {\displaystyle T(S_{g,k})} est homéomorphe à {\displaystyle \mathbb {R} ^{6g-6+2k}.}
En fait on peut obtenir un plongement avec {\displaystyle 9g-9} courbes, et même {\displaystyle 6g-5+2k}. Dans les deux cas, on peut utiliser le plongement pour donner une preuve géométrique de l'homéomorphisme ci-dessus.

### Espace de Teichmüller et structures conformes
Au lieu de structures complexes de métriques hyperboliques, on peut définir l'espace de Teichmüller en utilisant des structures conformes. En effet, les structures conformes sont les mêmes que les structures complexes en deux dimensions (réelles). De plus, le théorème d'uniformisation implique également que dans chaque classe conforme de métriques riemanniennes sur une surface, il existe une métrique unique de courbure constante.

### Les espaces de Teichmüller comme espaces de représentation
Une autre interprétation de l'espace de Teichmüller est comme espace de représentation pour les groupes de surface. Si {\displaystyle S} est hyperbolique, de type fini et {\displaystyle \Gamma =\pi _{1}(S)} le groupe fondamental de {\displaystyle S} alors l'espace de Teichmüller est en bijection naturelle avec l'ensemble des représentations injectives {\displaystyle \Gamma \to \mathrm {PSL} _{2}(\mathbb {R} )} à image discrète, à conjugaison près par un élément de {\displaystyle \mathrm {PSL} _{2}(\mathbb {R} )}, si {\displaystyle S} est compact ;:
L'application envoie une structure hyperbolique marquée {\displaystyle (M,f)} à la composition {\displaystyle \rho \circ f_{*}} où {\displaystyle \rho :\pi _{1}(M)\to \mathrm {PSL} _{2}(\mathbb {R} )} est la monodromie de la structure hyperbolique et {\displaystyle f_{*}:\pi _{1}(S)\to \pi _{1}(M)} est l'isomorphisme induit par {\displaystyle f}.
Notez que cela réalise {\displaystyle T(S)} comme un sous-ensemble fermé de {\displaystyle \mathrm {PSL} _{2}(\mathbb {R} )^{2g+k-1}} qui le dote d'une topologie. Cela peut être utilisé pour voir l'homéomorphisme {\displaystyle T(S)\cong \mathbb {R} ^{6g-6+2k}} directement.
Cette interprétation de l'espace de Teichmüller est généralisée par la théorie supérieure de Teichmüller, où le groupe {\displaystyle \mathrm {PSL} _{2}(\mathbb {R} )} est remplacé par un groupe de Lie semi-simple arbitraire.

### Remarque catégorique
Toutes les définitions ci-dessus peuvent être faites dans la catégorie topologique au lieu de la catégorie des variétés différentiables, cela sans modifier les objets.

### Espaces de Teichmüller de dimension infinie
Les surfaces qui ne sont pas de type fini admettent aussi des structures hyperboliques, paramétrables par des espaces de dimension infinie (homéomorphes à {\displaystyle \mathbb {R} ^{\mathbb {N} }}). Un autre exemple d'espace de dimension infinie lié à la théorie de Teichmüller est l'espace de Teichmüller d'une stratification par des surfaces,.

## Théorie analytique

### Application quasi-conforme
Une application quasi-conforme entre deux surfaces de Riemann est un homéomorphisme qui déforme la structure conforme de manière bornée sur la surface. Plus précisément, elle est différentiable presque partout et il existe une constante {\displaystyle K\geq 1}, appelée la dilatation, telle que
{\displaystyle {\frac {|f_{z}|+|f_{\bar {z}}|}{|f_{z}|-|f_{\bar {z}}|}}\leq K}
où {\displaystyle f_{z},f_{\bar {z}}} sont les dérivées en coordonnées conformes {\displaystyle z} et son conjugué {\displaystyle {\bar {z}}}.
Il existe des applications quasi-conformes dans chaque classe d'isotopie et donc une définition alternative pour l'espace de Teichmüller est la suivante. Fixer une surface de Riemann {\displaystyle X} difféomorphe à {\displaystyle S}, et l'espace de Teichmüller est en bijection naturelle avec les surfaces marquées {\displaystyle (Y,g)} où {\displaystyle g:X\to Y} est une application quasi-conforme, à la même relation d'équivalence près que ci-dessus.

### Différentielles quadratiques et plongement de Bers

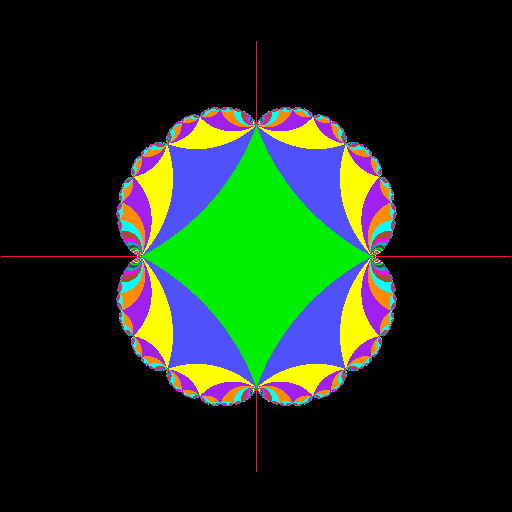
Illustration du plongement de Bers de l'espace de Teichmüller bidimensionnel d'un tore troué.

Avec la définition ci-dessus, si {\displaystyle X=\Gamma \setminus \mathbb {H} ^{2}} il existe une application naturelle de l'espace de Teichmüller à l'espace de {\displaystyle \Gamma }-solutions équivariantes de l'équation différentielle de Beltrami. Celles-ci donnent lieu, via la dérivée schwarzienne, à des différentielles quadratiques (en) sur {\displaystyle X}. L'espace de ceux-ci est un espace complexe de dimension complexe {\displaystyle 3g-3}, et l'image de l'espace de Teichmüller est un ensemble ouvert. Cette application s'appelle le plongement de Bers.
Une différentielle quadratique sur {\displaystyle X} peut être représenté par une surface de translation (en) conforme à {\displaystyle X}.

### Applications de Teichmüller
Le théorème de Teichmüller stipule qu'entre deux surfaces de Riemann marquées {\displaystyle (X,g)} et {\displaystyle (Y,h)}, il existe toujours une application quasi-conforme unique {\displaystyle X\to Y} dans la classe d'isotopie de {\displaystyle h\circ g^{-1}} qui a une dilatation minimale. Cette carte est appelée l'application de Teichmüller.

## Géométrie complexe
Le plongement de Bers munit {\displaystyle T(S)} d'une structure complexe puisqu'il le réalise comme un ouvert de {\displaystyle \mathbb {C} ^{3g-3}.}

### Métriques issues de la structure complexe
Puisque l'espace de Teichmüller est une variété complexe, il est muni une métrique de Carathéodory (en). L'espace de Teichmüller est hyperbolique au sens de Kobayashi et sa métrique de Kobayashi (en) coïncide avec la métrique de Teichmüller.
Le plongement de Bers réalise l'espace de Teichmüller comme un domaine d'holomorphie et par conséquent il peut également être muni d'une métrique de Bergman (en).

### Métriques de Kähler sur l'espace de Teichmüller
La métrique de Weil-Petersson est de Kähler mais elle n'est pas complète.
Cheng et Yau ont montré qu'il existe une métrique complète unique de Kähler-Einstein sur l'espace de Teichmüller. Elle a une courbure scalaire négative constante.

### Équivalence des métriques
À l'exception de la métrique non complète de Weil-Petersson, toutes les métriques sur l'espace de Teichmüller introduites ici sont quasi-isométriques (en) les unes par rapport aux autres.